# Zwolsche Boys in het seizoen 1965/66
Het seizoen 1965/1966 was het 49e jaar in het bestaan van de Zwolse betaaldvoetbalclub Zwolsche Boys. De club kwam uit in de Tweede divisie A en eindigde daarin op de 15e plaats. Ook werd deelgenomen aan het toernooi om de KNVB beker, hierin werd de club in de groepsfase uitgeschakeld.

## Wedstrijdstatistieken

### Oefenduels
| Datum + plaats           | Wedstrijd                           | Uitslag       | Scoreverloop |
| ------------------------ | ----------------------------------- | ------------- | --- |
| 8 augustus 1965 Zwolle   | Zwolsche Boys – Fortuna Vlaardingen | 2 – 5 (1 – 3) | Puck van der Horst 1–0, Maarten van der Zwan 1–1, Maarten van der Zwan 1–2, Van der Graaf 1–3, Maarten van der Zwan 1–4, Maarten van der Zwan 1–5, Tjeerd Henstra 2–5 |
| 16 oktober 1965 Brunssum | Limburgia – Zwolsche Boys           | 5 – 1 (3 – 1) | Puck van der Horst 0–1, Coolen 1–1, Coolen 2–1, Lipka 3–1, Maurits 4–1, Van der Weij (p) 5–1                                                                          |

### Tweede divisie A
| 1e speelronde                                                                                        | Zwolsche Boys | 0 – 3 (0 – 1)  | De Graafschap                                          |
| 29 augustus 1965 Plaats: Zwolle Gemeentelijk Sportpark                                               | |                | 14' Ben Zweers 59' Joop Hartjes 64' Henk Overgoor      |
| 2e speelronde                                                                                        | Zwolsche Boys | 1 – 3 (0 – 1)  | HVC                                                    |
| 5 september 1965 Plaats: Zwolle Gemeentelijk Sportpark                                               | Tjeerd Henstra 66' |                | 16', 48' Henk van Dijk 85' Cockie Roubos               |
| 3e speelronde                                                                                        | FC Zaanstreek | 0 – 2 (0 – 0)  | Zwolsche Boys                                          |
| 12 september 1965 Plaats: Koog aan de Zaan De Koog Toeschouwers: 1.500 Scheidsrechter: Joop Vervoort | |                | 46' Frits Amsing 65' Folly van Dam                     |
| 4e speelronde                                                                                        | Zwolsche Boys | 0 – 0          | Veendam                                                |
| 26 september 1965 Plaats: Zwolle Gemeentelijk Sportpark Toeschouwers: 1.500                          | |                |                                                        |
| 5e speelronde                                                                                        | SC Gooiland | 0 – 2 (0 – 1)  | Zwolsche Boys                                          |
| 3 oktober 1965 Plaats: Hilversum Gemeentelijk Sportpark                                              | |                | Puck van der Horst Frits Amsing                        |
| 6e speelronde                                                                                        | Zwolsche Boys | 1 – 1 (1 – 0)  | Tubantia                                               |
| 10 oktober 1965 Plaats: Zwolle Gemeentelijk Sportpark Toeschouwers: 3.000                            | Puck van der Horst 28' |                | 59' Bertus Strating                                    |
| 7e speelronde                                                                                        | Vitesse | 3 – 2 (3 – 1)  | Zwolsche Boys                                          |
| 24 oktober 1965 Plaats: Arnhem Nieuw-Monnikenhuize Scheidsrechter: Batelaan                          | Jan Veenstra 10' Bennie Hofs 18' Hans Verhagen 35'                                                                                     |                | 11', 75' Puck van der Horst                            |
| 8e speelronde                                                                                        | Zwolsche Boys | 1 – 3 (1 – 0)  | Zwartemeer                                             |
| 31 oktober 1965 Plaats: Zwolle Gemeentelijk Sportpark Toeschouwers: 3.000                            | Herman Lafaille 38' |                | 56', –', –' Tonny Roosken                              |
| 9e speelronde                                                                                        | Zwolsche Boys | 1 – 3 (0 – 1)  | ZFC                                                    |
| 5 december 1965 Plaats: Zwolle Gemeentelijk Sportpark Toeschouwers: 900                              | Tjeerd Henstra 62' |                | 11' Map Marijt 56' Jan Wagendrever 90' Abe van den Ban |
| 10e speelronde                                                                                       | Heerenveen | 4 – 2 (1 – 1)  | Zwolsche Boys                                          |
| 12 december 1965 Plaats: Heerenveen Gemeentelijk Sportpark Scheidsrechter: H.H.J. Vlug               | Leo de Vroet 43', 63' Eise Bosma 60' Hendrik Nijhuis 73'                                                                               |                | 35' Tjeerd Henstra 69' Jan de Vries                    |
| 11e speelronde                                                                                       | Zwolsche Boys | 2 – 1 (2 – 0)  | Hilversum                                              |
| 26 december 1965 Plaats: Zwolle Gemeentelijk Sportpark Toeschouwers: 1.000                           | Jaap Duim 8' Dick Gerrits 18' |                | 61' Hans van Eikeren                                   |
| 12e speelronde                                                                                       | AGOVV | 5 – 0 (2 – 0)  | Zwolsche Boys                                          |
| 9 januari 1966 Plaats: Apeldoorn Berg & Bos                                                          | Jan Vreugd 28' Jan Fiechter 29' (pen.), 73', 85' Piet Panman                                                                           |                |                                                        |
| 9e 13e speelronde                                                                                    | PEC | 2 – 0 (1 – 0)  | Zwolsche Boys                                          |
| 28 november 1965 16 januari 1966 Plaats: Zwolle De Vrolijkheid Toeschouwers: 4.000                   | Gerrit Voges 17' Ben Hendriks 62' |                |                                                        |
| 14e speelronde                                                                                       | Zwolsche Boys | 1 – 1 (1 – 1)  | Wageningen                                             |
| 30 januari 1966 Plaats: Zwolle Gemeentelijk Sportpark Toeschouwers: 3.000                            | Puck van der Horst 30' |                | 21' Henk Jansen                                        |
| 15e speelronde                                                                                       | De Graafschap | 2 – 0 (0 – 0)  | Zwolsche Boys                                          |
| 27 februari 1966 Plaats: Doetinchem De Vijverberg                                                    | Joop Hartjes 62' Henk Overgoor 88' |                |                                                        |
| 16e speelronde                                                                                       | HVC | 2 – 0 (1 – 0)  | Zwolsche Boys                                          |
| 6 maart 1966 Plaats: Amersfoort Birkhoven                                                            | Rudi Nijenhuis 36' Ruud Maas 59' (pen.)                                                                                                |                |                                                        |
| 17e speelronde                                                                                       | Zwolsche Boys | 0 – 0          | FC Zaanstreek                                          |
| 13 maart 1966 Plaats: Zwolle Gemeentelijk Sportpark                                                  | |                |                                                        |
| 18e speelronde                                                                                       | Veendam | 1 – 0 (0 – 0)  | Zwolsche Boys                                          |
| 20 maart 1966 Plaats: Veendam De Langeleegte Toeschouwers: 2.500                                     | Henk Meuken 52' |                |                                                        |
| 19e speelronde                                                                                       | Zwolsche Boys | 1 – 0 (0 – 0)  | SC Gooiland                                            |
| 27 maart 1966 Plaats: Zwolle Gemeentelijk Sportpark Toeschouwers: 2.000                              | Gait Rigter 90' |                |                                                        |
| 20e speelronde                                                                                       | Tubantia | 1 – 1 (0 – 0)  | Zwolsche Boys                                          |
| 3 april 1966 Plaats: Hengelo Veldwijk Toeschouwers: 1.500                                            | Frits Huiskes 67' |                | 62' Tjeerd Henstra                                     |
| 21e speelronde                                                                                       | Zwolsche Boys | 1 – 2 (1 – 2)  | Vitesse                                                |
| 9 april 1966 Plaats: Zwolle Gemeentelijk Sportpark Toeschouwers: 6.500                               | Coen van Vilsteren 42' |                | 4' Henk Vleeming 8' Jan Veenstra                       |
| 22e speelronde                                                                                       | Zwartemeer | 5 – 1 (3 – 1)  | Zwolsche Boys                                          |
| 11 april 1966 Plaats: Klazienaveen Mr. Ovingstraat Toeschouwers: 4.500                               | Hans Kalter 1', 31', 90' Tonny Roosken 44', 49'                                                                                        |                | 42' Puck van der Horst                                 |
| 23e speelronde                                                                                       | Zwolsche Boys | 0 – 1 (0 – 1)  | PEC                                                    |
| 24 april 1966 Plaats: Zwolle Gemeentelijk Sportpark Toeschouwers: 3.500                              | |                | 14' Ben Hendriks                                       |
| 24e speelronde                                                                                       | ZFC | 1 – 1 (1 – 1)  | Zwolsche Boys                                          |
| 1 mei 1966 Plaats: Zaandam Westzanerdijk Toeschouwers: 500                                           | Map Marijt 9' |                | 33' Folly van Dam                                      |
| 25e speelronde                                                                                       | Zwolsche Boys | 1 – 2 (1 – 2)  | Heerenveen                                             |
| 8 mei 1966 Plaats: Zwolle Gemeentelijk Sportpark Toeschouwers: 1.000                                 | Puck van der Horst 3' |                | 28' Hendrik Nijhuis 41' Leo de Vroet                   |
| 26e speelronde                                                                                       | Hilversum | 3 – 0 (1 – 0)  | Zwolsche Boys                                          |
| 15 mei 1966 Plaats: Hilversum Gemeentelijk Sportpark                                                 | Eddy Westbroek Hans van Eikeren 75' Eddy Quinet 90'                                                                                    |                |                                                        |
| 27e speelronde                                                                                       | Zwolsche Boys | 0 – 1 (0 – 0)  | AGOVV                                                  |
| 19 mei 1966 Plaats: Zwolle Gemeentelijk Sportpark Toeschouwers: 750                                  | |                | 72' (e.d.) Jan de Vries                                |
| 28e speelronde                                                                                       | Wageningen | 10 – 2 (3 – 0) | Zwolsche Boys                                          |
| 22 mei 1966 Plaats: Wageningen Wageningse Berg Toeschouwers: 1.000                                   | Ton van de Weerd 20', 46', –' Richard van Wijnbergen 22' (pen.) Joop van Viegen –', –', –' Geurt Jansen Frans van Ernst Gerrit Martens |                | Folly van Dam Dick Gerrits                             |

### KNVB beker
| Groepsfase                                                                                 | Zwolsche Boys         | 0 – 3 (0 – 1)                 | Heracles                                   |
| 19 september 1965 Plaats: Zwolle Gemeentelijk Sportpark Toeschouwers: 2.000                |                       |                               | 23' Phillip Tinney 62', 63' Herman Morsink |
| Groepsfase                                                                                 | PEC                   | 2 – 1 (1 – 0)                 | Zwolsche Boys                              |
| 7 november 1965 Plaats: Zwolle De Vrolijkheid Toeschouwers: 6.500 Scheidsrechter: Leo Horn | Gerrit Voges 20', 81' |                               | 87' Henk Ras                               |
| Groepsfase                                                                                 | Zwolsche Boys         | –                             | Zwartemeer                                 |
| 3 februari 1966 Plaats: Klazienaveen Mr. Ovingstraat                                       |                       | Wedstrijd niet meer gespeeld. |                                            |

## Statistieken Zwolsche Boys 1965/1966

### Eindstand Zwolsche Boys in de Nederlandse Tweede divisie A 1965 / 1966
| Stand | Gespeeld | Gewonnen | Gelijk | Verloren | Punten | Doelpunten voor | Doelpunten tegen |
| ----- | -------- | -------- | ------ | -------- | ------ | --------------- | ---------------- |
| 15e   | 28       | 4        | 6      | 18       | 14     | 23              | 60               |

### Topscorers
| #      | Naam               | Goal |
| ------ | ------------------ | ---- |
| 1.     | Puck van der Horst | 7    |
| 2.     | Tjeerd Henstra     | 4    |
| 3.     | Folly van Dam      | 3    |
| 4.     | Frits Amsing       | 2    |
| 4.     | Dick Gerrits       | 2    |
| 6.     | Jaap Duim          |      |
| 6.     | Herman Lafaille    |      |
| 6.     | Gait Rigter        |      |
| 6.     | Coen van Vilsteren |      |
| 6.     | Jan de Vries       |      |
| Totaal | Totaal             | 23   |

| #      | Naam     | Goal |
| ------ | -------- | ---- |
| 1.     | Henk Ras | 1    |
| Totaal | Totaal   | 1    |

| #      | Naam               | Goal |
| ------ | ------------------ | ---- |
| 1.     | Puck van der Horst | 2    |
| 2.     | Tjeerd Henstra     | 1    |
| Totaal | Totaal             | 3    |

### Punten per tegenstander
|       | AGOVV | Gooiland | De Graafschap | Heerenveen | Hilversum | HVC | PEC | Tubantia | Veendam | Vitesse | Wageningen | Zaanstreek | ZFC | Zwartemeer |
| ----- | ----- | -------- | ------------- | ---------- | --------- | --- | --- | -------- | ------- | ------- | ---------- | ---------- | --- | ---------- |
| Thuis | 0     | 2        | 0             | 0          | 2         | 0   | 0   | 1        | 1       | 0       | 1          | 1          | 0   | 0          |
| Uit   | 0     | 2        | 0             | 0          | 0         | 0   | 0   | 1        | 0       | 0       | 0          | 2          | 1   | 0          |

### Doelpunten per tegenstander
|       | AGOVV | Gooiland | De Graafschap | Heerenveen | Hilversum | HVC | PEC | Tubantia | Veendam | Vitesse | Wageningen | Zaanstreek | ZFC | Zwartemeer | Totaal |
| ----- | ----- | -------- | ------------- | ---------- | --------- | --- | --- | -------- | ------- | ------- | ---------- | ---------- | --- | ---------- | ------ |
| Thuis | 0     | 1        | 0             | 1          | 2         | 1   | 0   | 1        | 0       | 1       | 1          | 0          | 1   | 1          | 10     |
| Uit   | 0     | 2        | 0             | 2          | 0         | 0   | 0   | 0        | 1       | 2       | 2          | 2          | 1   | 1          | 13     |
|       |       |          |               |            |           |     |     |          |         |         |            |            |     |            | 23     |